# Slobodan Kuvalja
Slobodan Kuvalja (Srbac, 30. rujna 1952.) je hrvatski liječnik, specijalist anesteziologije i reanimacije.

## Životopis
Kuvalja je diplomirao 1975. godine na Medicinskom fakultetu u Zagrebu dok je specijalizirao anesteziju i reanimaciju 1982. godine na Medicinskom fakultetu u Beogradu. Nakon toga je 1986. godine zavšio i poslijediplomski studij upravljanja u zdravstvu u Školi narodnog zdravlja Andrija Štampar. Također, usavršavao se na sveučilišnom kliničnom centru u Ljubljani (1983.), Leuenberger Medizintechniku u Wallisellenu (1995.), zatim na istraživačkom institutu Cybex Isokinetic u Ronkonkomi, New York (1997.), CMV Con-Trex u Dübendorfu pored Züricha (2000.) te bolnici za ortopediju i sportsku medicinu Aspetar u Dohi (2014.).
Bio je liječnik u bolnici u Slavonskoj Požegi od 1975. do 1979. godine, a od 1979. do 1989. je bio liječnik na Institutu za majku i dijete u Zagrebu. Nakon toga je dvije godine direktor zagrebačkog predstavništva Medicina-Engineeringa iz Prattelna u Švicarskoj kao i direktor KME Medicala u Zagrebu, zajedničkog poduzeća između Medicina-Engineeringa i Bolnice Dr. Josip Kajfeš. Godine 1996. osnovao je centar za biomehaničku izokinetičku dijagnostiku i rehabilitaciju lokomotornog sustava, Cybex centar. Među njegovim pacijentima bio je i Chucky Atkins, tadašnji košarkaš Cibone, kao i rukometaš Ivano Balić te alpska skijašica Ana Jelušić. Predavač je i na Zdravstvenom veleučilištu u Zagrebu.
Kuvalja je jedan od osnivača slobodnozidarske Velike lože Hrvatske osnovane 1994. godine u Zagrebu. Bio je i veliki zapovjednik Vrhovnog vijeća Škotskog obreda za Hrvatsku. Izabran je za petog velikog majstora Velike lože Hrvatske na izbornoj skupštini koja je održana 9. listopada 2018. godine. Na ovoj dužnosti bio je do 2024. godine.

## Vanjske poveznice
- Slobodan Kuvalja na stranici ordinacija.hr
- Slobodan Kuvalja na stranici najdoktor.com
- Autoski članci na vasezdravlje.com